# 特装機兵ドルバック
『特装機兵ドルバック』（とくそうきへいドルバック）は、フジテレビ系列局ほかで放送されていたロボットアニメである。フジテレビと葦プロダクションの共同製作。全36話。製作局のフジテレビでは1983年10月7日から1984年7月6日まで放送。
『アニメージュ』1983年8月号では『「トリプルコマンド」（仮）』というタイトルで紹介され、無限真人は「無限真一」、ムゲンキャリバーは「オクトバス・コマンド・タイプ（仮）」となっていた。1984年8月21日 に、オリジナルショートストーリー付きのビデオ全3巻が発売された。
本作は同じ葦プロが1983年または1984年に向けて製作を進めながらも中止となった『マッドマシン』の代替え作品となっている。
後のスカパー!での再放送をきっかけに、全36話がDVD-BOX化された。

## ストーリー
1999年、母星を失ったイデリア人は長い彷徨の末、ついに生存に適した星・地球を発見し、総帥・ゼラーはただちに地球侵略を命ずる。対する地球連邦軍では人間の着るパワードアーマー(以下、適時「PA」と略す)主体の戦力が、イデリア人の戦闘メカであるカングライドに対抗しきれないことを知り、苦悩していた。
戦力に乏しいながらも地球連邦軍を圧倒するイデリア軍は、モンブラン山麓に拠点を設け、本格的に地球侵攻を開始する。そのような状況にあって、単なるレスキュー部隊と思われていた特殊部隊「ドルバック」が立ち上がった。通常兵器から人型に変形するバリアブルマシーン(以下、適時「VM」と略す)を駆る無限真人ら3名の戦士だけが、イデリアの特殊兵器に対抗できる力を持っていた。
戦況が膠着状態に陥るなか、ゼラーの元を離れた元イデリア軍総司令官・アモフと連邦軍の調査により、イデリア人がもともと地球人と祖先を同じくする民族であることが判明する。ゼラーの狙いは、地球に眠るイデリア大陸に封印された「力」だった。同じ民族同士の争いを止めようとイデリア軍基地に向かったアモフは戦死、またドルバック隊のピエールも激しい戦いの中で命を落とす。そしてゼラー個人の利益のために利用されていたことを知ったイデリア軍新司令官・イデルは、ゼラーを倒して息絶えるが、精神体としてアモフの娘でありイデルの副官・恋人であったアロマに憑依する。
しかし、戦いは終わらなかった。邪悪な意識の集合体だったゼラーは、「力」を利用して復活を企んでいた。ドルバック隊の奮戦によってイデリア大陸に乗り込んだ連邦軍だったが、無人機の抵抗に遭ってコマンドベースは大破し、生き残ったアロマは一人ゼラーとの決戦に向かう。邪悪な意志との人知れない戦いに辛くも勝利したアロマは、真っ白な鳥のような姿となり、いずこかへと消えていった。

## 登場人物

### ドルバック隊
無限 真人（むげん まさと）
声 - 古谷徹
主人公。20歳の日本人男性。直情径行の熱血タイプ。運動神経・格闘能力にすぐれ、ドルバック隊のバリアブルマシーン「キャリバー」を操縦する。レーサー志望のため、ジープ形態での操縦の腕も確かである。ドルバック隊のリーダーである。
ルイ・オベロン
声 - 鶴ひろみ
ヘリコプターから変形するバリアブルマシーン、「ガゼット」を操縦する18歳のアメリカ人女性。赤毛のショートヘアで活発な性格である。頭脳も優れていて、細身のガゼットを駆り情報収集と分析に力を発揮する。真人に好意を持っている。
ピエール・ボナパルト
声 - 亀山助清
戦車から変形するバリアブルマシーン、「タルカス」を操縦する23歳のフランス人男性。ドルバック隊のムードメーカーであり、真人のフォロー役。物語中盤でルイをかばって死亡する。
スタンレー・ヒルトン
声 - 鈴置洋孝
ピエールの死後、ドルバック隊に配属された21歳のイギリス人男性。バリアブルマシーン「タルカス」を操縦する。軍のエリートであり、遊軍のようなドルバック隊では非常に堅い印象を受ける。ピエールのことを忘れられない真人は、スタンレーと認めることができずに衝突を繰り返していた。軍人らしく、殴り合いの喧嘩をした後でも真人のフォローを行う好漢。
ボブ・フロイド
声 - 島香裕
ドルバック隊の整備主任。50歳の男性。バリアブルマシーンの母艦となるコマンドベースの操縦も担当。
ジャッキー・フランク
声 - 向殿あさみ
ドルバック隊の整備員。14歳の少年。
ピーター
声 - 勝生真沙子
ボブの作った万能ロボット。一行のマスコット的存在。

### 地球連邦軍
高城 洋一
声 - 小林清志
37歳の地球連邦軍大佐。ドルバック隊の生みの親。イデリア人の地球侵略を予期し、ドルバックを作り上げた。
ジョーズ・サンダース
地球連邦軍タルカス隊の隊長。量産型タルカスに搭乗。常々ドルバック隊をライバル視し、厚遇されていると嫉妬心を燃やしていた。彼の無謀な行動が、結果的にピエールを死に至らしめる。

### イデリア軍
アモフ
声 - 阪脩
初期イデリア軍総司令官。外見は初老の男性。200万のイデリア人を救うべく、ゼラーの指示のもと、地球侵攻を開始する。しかし、戦いの中でゼラーの意志を疑うようになり、離反。娘のアロマや多数のイデリア人とともにゼラーと戦い、戦死する。
イデル
声 - 速水奨
後期イデリア軍総司令官。外見年齢20歳程度の男性。イデリア民族にとっての神であるゼラーに忠実に従い、地球人の抹殺をもくろむ。長身痩身のいわゆる美形悪役。ゼラーの真意を知り、ゼラーと相討ちとなって絶命したが、精神体と化してアロマと同化する。
アロマ
声 - 戸田恵子
外見年齢18歳のイデリア人女性。イデルと恋人同士であり、副官も務めていたが、父・アモフの離反に同行し恋人とは敵同士になる。ドルバック隊に保護され、真人やピエールになにかと世話を焼かれルイからは嫉妬の的となった。
イデルの精神体と一体化して以来、不可思議な能力を身につけており、最終決戦において精神世界で精神体と化したゼラーを倒す。
ゼラー
声 - 蟹江栄司
イデリア人の総帥であり、神とも言うべき存在。実はイデリア人と地球人双方の抹殺をたくらむ邪悪な存在。
真の野望を知ったイデルに殺されて肉体を失うが、それはゼラーにさらなる力を与えることとなる。最終話にてアロマに倒される。
イデリア人
ゼラーに率いられ、地球に移住すべく地球を攻撃してきた。200万の人々は睡眠状態にあり、一部軍人のみが活動していた。
真の野望を露にしたゼラーにより、睡眠状態の人々は目覚めることなく施設ごと葬られ、ゼラーに与して侵略を行っていた者はゼラーの死と共に崩壊した基地と運命を共にした。生き残ったアモフの反乱軍は難民キャンプで集団生活をしていたが、ゼラノイドの襲撃によって防衛の任に就いていた地球軍の部隊ごと全滅した。最後に残ったアロマも鳥の姿となって飛び去ったため、200万のイデリア人は絶滅した。

## 登場メカ

### 地球側

#### バリアブルマシーン
本作の主役メカであり、作品中イデリア軍のカングライドに対抗できる数少ないメカである。本作世界において主流だったパワードアーマー（以下PA）は異星人のメカに通用しなかったが、バリアブルマシーン（以下VM）は異星人の戦力を良く知る高城大佐の指示の元、既存兵器が変形ロボとなるように改造され、その威力をいかんなく発揮した。ジープ、対戦車ヘリ、戦車がそれぞれ人型メカへと変形する。
後にドルバック隊の活躍が認められた事により3機のVMは量産化され、ドルバック隊の3機が試作機であるために黄色やオレンジ、青などと鮮やかなカラーリングに対して量産型は軍用兵器らしいオリーブドラブカラーなどでまとめられた。以降、PA主体の戦術からこの3タイプの変形マシンとの同時運用の戦術へと切り替わっていき、真人やルイ達がそれぞれのVMの部隊の作戦行動の指揮を執る様になる。
なお、「変形メカとして、なぜあえて旧式化していたタンク・ヘリ・ジープを選んだのか」について、グンゼ産業発行の小冊子「ドルバックニュース」内の高城大佐との架空対談記事という形で、ベトナム戦争当時最新鋭だったF-4ファントム戦闘機がミサイル万能論を盲目的に信用し機銃を一切搭載しなかったのが、運用上の理由から結局F-4E後期型以降機銃を搭載するようになった経緯を例に挙げ、説明されている。
デザインは、本作以前にタカトクトイスが商品発売をしていた『超時空要塞マクロス』のバルキリーと同様に、「現用兵器に近い形状のメカが、不自然さ無くロボットに変形する」という発想で作られている。変形前のパーツがほぼ形状を保ったままロボット形態を構成しており、変形前後でおおまかなイメージが共通しているのが特徴。

##### キャリバー
VV-54AR ムゲンキャリバー
真人専用の試作VM。ジープ型車両が人型に変形する。ただし、一般的に想起するジープの大きさよりはるかに大きく、ほぼ戦車に比肩する。劇中では単に「キャリバー」と呼称される。形式番号末尾の“AR”は、アーマーライフルの略で、本機の主武装から。VM中、最も人型に近い形に変形し、機動性に優れる。ジープ形態で上方に牽架する機銃を手持ち武器に用いることができる。タカトクトイス製の変形玩具は、操縦席の移動などアニメ版の設定を納得の行く形で再現し、また一切のパーツの付け外し無しに完全変形する。オプションパーツであるジャンピングブースターユニットを装備することも可能で、これを装着したまま可変可能。変形玩具でも追加パーツを取り外すことなく変形できる。なお、ジープ形態は、玩具などでは「ランドキャリバー」と呼ばれる。
コンバットキャリバー
本編後半（第23話）から登場した、大破したムゲンキャリバーを改修したキャリバーの強化型。平均50ミリの厚さのハイ・ラミネードアーマーで各部を補強し防御力を向上。そして攻撃力強化のために左腕にミサイル付きの盾、右腕にはアーマーライフルに代わりラピードタイプの20ミリ口径・新開発の化学エネルギー弾を15発装填出来るブラスターガンを装備している。そのため自重が従来の約2倍となったが、代わりに出力8500psのスーパーチャージャー付きのパワープラントを搭載、各関節にはバイオフィードバックモーターを組み込むことにより人間以上の機動力を得た。また足、脇の下、側面部に方向転換用のロケットノズルが取り付けられ、ジャンプ中の機動力が向上し、飛行距離はキャリバーの10倍になり、ホバリングも可能になった。ハイ・ラミネードアーマーを装着した状態での変形は出来ないものの、装甲の脱着は可能なため、取り外した状態で出撃するときもあった。
プラモデルは発売されていないが、2009年にシーエムズコーポレーションからハイ・ラミネードアーマーを再現した合金玩具が発売された。
VV-54A キャリバー
量産型キャリバー。ムゲンキャリバーとは頭部形状と武装が異なる。主武装はバズーカ。本編中では一般兵が使用する他に、新メンバースタンレーが初登場した際、これを使って真人達の危機を救うという演出がなされた。ムゲンキャリバー修理の際に一時的に無限真人が搭乗したこともある。
VV-54AS キャリバースペシャル
武器として2連装速射砲MAC-11モザートを装備。後に、シーエムズコーポレーションから合金玩具が発売されている。
VV-54B ガンキャリバー
量産型キャリバーにグレネードガンMG-09ブルが追加された重装型（模型のみのバリエーション）。
VV-54E スクランド
キャリバーの強化改良型。グレネードガンとジャンプユニットを装備（模型のみのバリエーション）。

##### ガゼット
VH-64MR オベロンガゼット
ルイ専用のVM。AH-1 コブラ似のヘリコプターが人型に変形する。劇中では単に「ガゼット」と呼称される。変形後は非常に華奢に見える。スピードと索敵能力に特化したVMである。玩具等ではヘリコプター形態は「エアロガゼット」と呼ばれる。
VH-64A ガゼット
量産型ガゼット。発射速度を上げたバルカン砲を装備している。またローターの消音装置も追加された。本編中では、敵に捕らわれたルイを救出するために、真人とピエールが2機の量産型ガゼットを使用したことがある。

##### タルカス
VT-61LC ボナパルトタルカス
ピエールとスタンレーが使用したVM。戦車が人型に変形する。尤も、どちらかと言うと人型というより、戦車がそのまま起きあがったような形状である。特に両脚部は膝関節のような機構がないため二足歩行はできず、地面に半分が接地した状態のキャタピラで移動する。本編では単に「タルカス」と呼称。プラモデルなどでは「ボナパルト・タルカス」とも呼ばれたが、スタンレー搭乗後も同じ名称で呼ばれている。戦車形態は、玩具などでは「APCタルカス」と呼ばれる。APCとは装甲兵員輸送車のことで、実際、そのシルエットは戦車というよりAPCに近いが、兵員輸送の能力は無い。
VT-61A タルカス
量産型タルカス。センサーと攻撃力が向上している。操縦はパイロット三名で行う。本編では、乗員の脱出シーンも描かれている。

#### パワードアーマー
パワード・アーマー（強化倍力装甲服、以下PA）は作品世界内で標準的兵器である装甲兵器である。
ロバート・A・ハインライン原作『宇宙の戦士』に登場する「パワードスーツ」と同等のもので、スポンサーであるグンゼ産業（現・GSIクレオス）が強力に後押ししたこともあり、本作における主役メカであるVMよりも人気が高まった。
当時発売されたプラモデルでは、ガンプラにおけるMSV的な演出が功を奏し、緻密なジオラマ模型の見本が登場しコンテストが行われるなど好評だった。作中に登場しないPAのバリエーションモデルも発売されている。グンゼ産業が発行していた小冊子『ドルバックニュース』内では改造したPAを用いたオリジナルフォトストーリーが掲載され、その中には後にΖΖガンダムのメカデザインを務めた小林誠の手による改造PAも掲載されていた。
PA-27 レコン
地球軍初の制式パワードアーマー。イデリアンとの戦闘に投入されるも、グラスキャノピー部分の防御面などに問題が生じ、比較的短期間でハークタイプへと主役の座を明け渡した。これにより一線からは退くが、PA搭乗訓練機や電磁砲を装備したレコンDVとしてドルバック隊などで使用された。劇中にも真人とピエールが、高城大佐の命令によりレコンに搭乗するエピソードがある。
PA-58N ハーク
グラスキャノピーゆえに脆弱なレコンの頭部の防御力を改善すべく、頭部を中心に装甲強化されたPA。それに伴い、視覚系はグラスキャノピーからカメラアイ方式に変更された。主力武器はグレネードガン。
PA-58NC ハーク・コマンダー
ハークの指揮官搭乗機。基本的な外見には大きな差異は無いが、頭部に円盤状の大型通信アンテナを装備。プラモデルはハークとのコンバーチブルで単体での販売はされていない。
PA-58N ハーク・ソバット
大型カングライドに対するグレネードガンの威力不足を踏まえ、パンツァーファウスト型の対戦車ロケットランチャー・フライングソバットを装備。
PA-58T ボーグ&AVS-003 バッファイア
プラモデルのみのPA。ハークの頭部に2連装のビーム砲を装備したPAがボーグ。ハークタイプのPAが乗る簡易突撃艇バッファイアとのセット販売。
PA-36 ノーブ
ハークタイプの武装の威力不足が深刻となったため、出力向上および大型化されたPA。サイズの大型化に伴い、手の部分は直接制御からマニピュレーターとなった。
PA-36HD-R2 ノーブ・レーザー
右腕のマニピュレーター部分をガスレーザーに換装したもの。
PA-36HD-R6 ノーブ・キャノン
右腕部分に大口径キャノンを装備
PA-36F ルーク&AVS-004 バッファイア
プラモデルのみのPA。ノーブの背面に大型のノズルユニットを備えたものがルーク。ノーブタイプのPAが乗る簡易突撃艇バッファイアとのセット販売。
PA-36K バーロン
プラモデルのみのPA。脚部に追加装甲を施し、両肩に2連装キャノンを1基ずつ、右腕にロングキャノンを備えた重装型。
PAM-74 ティンクル・ベル
小型ミサイルランチャー5基（内蔵ミサイル全105発）を装備した攻撃重視の支援型PA。単体でのミサイル一斉発射の威力もさることながら、複数機による密集体型でのミサイル一斉発射フォーメーション「ファイヤーボール」での殲滅作戦を得意とする。
PAM-74AM ティンクル・サム
ティンクル・ベルに大型カングライドにも通用する大型ミサイルを6発追加し、右手に大口径レーザーライフルを備えた強化型。
PAM-74C ダンク
プラモデルのみのPA。背部に飛行ユニット（F-12キューピッド）を備え、大型キャノン1門を備えた高機動強襲型。
PAC-48 ガーディアン
右腕部マニピュレーターを肩部から根こそぎ大口径無反動砲に換装した支援用PA。
PAC-48C ドルディアン
プラモデルのみのPA。ガーディアンの無反動砲を3連装対空ビームバルカンに換装したPA。
PAC-48Z パラディン
プラモデルのみのPA。頭部に増加アーマー・増加センサーを追加し、くちばしのようにとがったシルエットになっている。右腕部には大口径ビームキャノンを装備。

### イデリア側

#### カングライド
イデリア軍が使用した戦闘メカ。反重力で飛行し、中性子砲やビーム兵器で地球軍を苦しめた。「ザンダー」「ハーバラ」「マヤール」の三種の他に、マニピュレータの無い偵察用の小型機やイデリアに協力する刑務所所長が使用した大型機などが確認されているが体系的な開発が行われていたかは不明。またドルバックの隊員がイデリア軍基地潜入の際にたびたび乗り込んでおり、その操縦は地球人から見てもかなり容易らしい。また劇中終盤ではほとんどが無人化されている。
ザンダー
一般兵用の小型カングライド。卵型のボディ＝コクピットに二門の砲と一本の腕、というシンプルな形が基本形。連邦側の通常兵器と比べ、遥かに機動性が高い。初期PAの火力では破壊できなかったが、PAの強化にともない簡単に撃破されるようになった。しかし、そのカメラアイは脆く、生身の人間による投石で機能障害を起こすほど。
ハーバラ
将校クラスの中型カングライド。1対の作動肢のみが装備されておりそれが足にも手にもなる。機体両端に武装ポッドを持つが機体ごとに装備は異なっている。一般機は中性子砲を装備している。
アロマ・ハーバラ
アロマの乗ったハーバラ。塗装も違うため専用機とされる。高速キャノン砲とミサイル装備で武装は少々貧弱である。
マヤール
ハーバラと同じく将校クラスが搭乗する大型カングライド。他の2機種と違い2足歩行タイプでありハーククラスの武装程度では撃破は至難の業である。エッガーライト爆弾に4連装ビーム砲を装備。
イデル・マヤール
イデルの専用機。ビームキャノン砲を装備し機動力も向上している。

#### ゼラノイド
イデリア軍の降伏後に出現した無人兵器軍。古代イデリア人が太古の地球に残した遺跡に眠っていた。生体エネルギーを検知し、生命体全てに対して攻撃を行う。その特性を利用し、地球側にセンサーを撹乱させる対抗兵器が幾つか作られた。青（人型、PA大）赤（人型、VM大）紫（非人型、さらに大型）の三機種が存在し、それぞれの個体名も劇中に存在するはずだが、調査資料がゼラノイドの攻撃によって失われたため、最後まで固有名詞は語られなかった。タイプによって特に役割を担うような行動を取ることはなく、渾然として集団で飛来し、ビーム砲による空爆を行う。

## スタッフ
- 製作 - 佐藤俊彦（葦プロダクション）
- 総監督 - 案納正美
- チーフディレクター - 大庭寿太郎
- シリーズ構成 - 田口成光
- キャラクターデザイン - 上條修
- メカデザイン - 板橋克己、羽原信義
- 美術監督 - 新井寅雄（プロダクション・アイ）
- 撮影監督 - 福田岳志（三晃プロダクション）
- 編集 - 辺見俊夫、正木直幸
- 音響監督 - 清水勝則（ザックプロモーション）
- 音楽 - 幾見雅博
- プロデューサー - 前田和也（フジテレビ）、大野実（読売広告社）、梅原勝（葦プロダクション）
- 制作協力 - 読売広告社（※ノークレジット）
- 制作 - フジテレビ、葦プロダクション

## 主題歌
オープニングテーマ - 『地球にI LOVE YOU』
作詞・作曲 - 古田喜昭 / 編曲 - 幾見雅博 / 歌 - WELCOME
エンディングテーマ - 『君に贈るララバイ』
作詞・作曲 - 古田喜昭 / 編曲 - 幾見雅博 / 歌 - WELCOME
挿入歌 - 『星空のイリュージョン』（第11話）
作詞作曲 - 古田喜昭 / 歌 - 戸田恵子
主題歌のEPレコードは、ビクター音楽産業（現・JVCケンウッド・ビクターエンタテインメント））からリリースされた。
後、ビクターが1980年代前半に関わったアニメ主題歌を集めたCD（発売：1994年）にも、上記2曲が収録されている。

## 各話リスト
放送日は、キー局であるフジテレビジョンに於いてのものである。
| 話数   | 放送日         | サブタイトル                      | 脚本       | 絵コンテ   | 演出       | 作画監督                          |
| ------ | -------------- | --------------------------------- | ---------- | ---------- | ---------- | --------------------------------- |
| 第1話  | 1983年 10月7日 | 1999年戦いの序曲                  | 田口成光   | 日高麗     | 大庭寿太郎 | 上條修                            |
| 第2話  | 10月14日       | 総攻撃・スタンバイ!               | 田口成光   | 吉田浩     | 横山広行   | 上條修                            |
| 第3話  | 10月21日       | 鳥が死んだ日                      | 田口成光   | 大関雅幸   | 池上和彦   | 上條修                            |
| 第4話  | 10月28日       | 霧に消えたルイ                    | 田口成光   | 日下部光雄 | 大庭寿太郎 | 田中保                            |
| 第5話  | 11月4日        | 理由なき失脚                      | 田口成光   | 高垣幸蔵   | 横山広行   | 金沢勝眞                          |
| 第6話  | 11月11日       | 密林の戦士ミランダ                | 寺田憲史   | 吉田浩     | 吉田浩     | 和田卓也                          |
| 第7話  | 11月18日       | 走れ!ジャッキー                   | 小出一己   | 日下部光雄 | 日下部光雄 | 上條修                            |
| 第8話  | 12月2日        | 潜入!イデリア基地                 | 野田作樹   | 野田作樹   | 池上和彦   | 田中保                            |
| 第9話  | 12月9日        | 地下道のメロディー                | 田口成光   | 日下部光雄 | 大庭寿太郎 | 上條修                            |
| 第10話 | 12月16日       | ボブの向けた銃口                  | 寺田憲史   | 日下部光雄 | 横山広行   | 和田卓也                          |
| 第11話 | 12月23日       | 悪魔の赤い花                      | 小出一己   | 日下部光雄 | 吉田浩     | 上條修                            |
| 第12話 | 1984年 1月13日 | 烈火のイースター島                | 田口成光   | 大関雅幸   | 池上和彦   | 西城明                            |
| 第13話 | 1月20日        | 地獄におちたチャンプ              | 寺田憲史   | 横山広行   | 横山広行   | 田中保                            |
| 第14話 | 1月27日        | 響け!野性の叫び                   | 田口成光   | 吉田浩     | 吉田浩     | 和田卓也                          |
| 第15話 | 2月3日         | 戦火に散った恋                    | 寺田憲史   | 日下部光雄 | 日下部光雄 | 上條修                            |
| 第16話 | 2月10日        | 秘められた警告                    | 田口成光   | 大関雅幸   | 池上和彦   | 上條修                            |
| 第17話 | 2月17日        | レーニア神殿の謎                  | 寺田憲史   | 日下部光雄 | 横山広行   | 和田卓也                          |
| 第18話 | 2月24日        | あばかれたイデリアの秘密          | 田口成光   | 吉田浩     | 吉田浩     | 田中保                            |
| 第19話 | 3月2日         | 脱出!アルプスの拠点               | 寺田憲史   | 日高麗     | 池上和彦   | 上條修                            |
| 第20話 | 3月9日         | 緊急指令!北海の要塞をつぶせ       | 田口成光   | 日下部光雄 | 日下部光雄 | 和田卓也                          |
| 第21話 | 3月16日        | さらば友よ!戦士が死ぬ瞬間（とき） | 寺田憲史   | 吉田浩     | 吉田浩     | 田中保                            |
| 第22話 | 3月23日        | モアイの光放つ時                  | 田口成光   | 上條修     | 上條修     | 上條修（キャラ） 羽原信義（メカ） |
| 第23話 | 4月6日         | 1999年地球最後の日                | 田口成光   | 日下部光雄 | 横山広行   | 川筋豊                            |
| 第24話 | 4月13日        | 暗黒への序章                      | 田口成光   | 吉田浩     | 吉田浩     | 田中保                            |
| 第25話 | 4月20日        | 恐怖!新たなる敵                   | 田口成光   | 日下部光雄 | 池上和彦   | 和田卓也                          |
| 第26話 | 4月27日        | ひとりぼっちのアロマ              | 寺田憲史   | 吉田浩     | 吉田浩     | 上條修                            |
| 第27話 | 5月4日         | 墓標に隠された過去                | 並木敏     | 浜津守     | 浜津守     | 和田卓也                          |
| 第28話 | 5月11日        | はるかなる想い                    | 荒木芳久   | 日下部光雄 | 横山広行   | 工藤柾輝                          |
| 第29話 | 5月18日        | 愛と憎しみの谷                    | 久保田圭司 | 吉田浩     | 吉田浩     | 田中保                            |
| 第30話 | 5月25日        | 肖像画のジャンヌ                  | 寺田憲史   | 日高麗     | 大庭寿太郎 | 和田卓也                          |
| 第31話 | 6月1日         | 恐怖!閃光に浮かぶ影               | 田口成光   | 池上和彦   | 池上和彦   | 和田卓也                          |
| 第32話 | 6月8日         | 絶叫の淵からの脱出                | 並木敏     | 吉田浩     | 吉田浩     | 上條修                            |
| 第33話 | 6月15日        | 悪魔につかれた男達                | 荒木芳久   | 日下部光雄 | 大庭寿太郎 | 和田卓也                          |
| 第34話 | 6月22日        | 終末へのイリュージョン            | 久保田圭司 | 横山広行   | 横山広行   | 上條修                            |
| 第35話 | 6月29日        | 決断!最後の上陸作戦               | 荒木芳久   | 吉田浩     | 吉田浩     | 田中保                            |
| 第36話 | 7月6日         | 復活への奇跡                      | 田口成光   | 日高麗     | 大庭寿太郎 | 上條修                            |

## 商品化

### 玩具
メインスポンサーはタカトクトイス。ムゲンキャリバー・オベロンガゼット・ボナパルトタルカスの3種のVMの玩具を発売した（完全変形のほか非変形の物もあり）。タカトク倒産後、キャリバーとガゼットはそれぞれ「ロードバスター(Roadbuster)」「ホワール(Whirl)」として海外でトランスフォーマーとして発売された（アニメには登場せず）。
プラモデルはグンゼ産業（現：GSIクレオス）が発売。VMの他、PA・カングライドも多種展開している。キャラクターモデル関連ではガンプラに特化した塗料などで知られるグンゼ産業だが、キャラクターモデル自体の発売はこのシリーズのみである。2007年より、金型を引き継いだアオシマから再発売が行われた。
なお、文具関連の商品は、セイカノート（現：サンスター文具・セイカレーベル）が製造・販売。

### ゲーム
スーパーロボット大戦X-Ω
2015年10月5日からサービスを開始しているiOS / Android用アプリゲーム。
第1期参戦作品として、ゲーム初期から本作のキャラクターとロボットが登場している。

## 放送局
系列は放送当時のもの。放送日時は個別に出典が掲示されているものを除き、1984年2月中旬 - 3月上旬時点のものとする。
| 放送対象地域 | 放送局         | 系列                                         | 放送日時                                                                           | 備考                                                                          |
| ------------ | -------------- | -------------------------------------------- | ---------------------------------------------------------------------------------- | ----------------------------------------------------------------------------- |
| 関東広域圏   | フジテレビ     | フジテレビ系列                               | 金曜 16:30 - 17:00                                                                 | 製作局                                                                        |
| 宮城県       | 仙台放送       | フジテレビ系列                               | 金曜 16:30 - 17:00                                                                 |                                                                               |
| 北海道       | 北海道文化放送 | フジテレビ系列                               | 金曜 16:30 - 17:00                                                                 |                                                                               |
| 秋田県       | 秋田テレビ     | フジテレビ系列                               | 月曜 17:00 - 17:30                                                                 |                                                                               |
| 山形県       | 山形テレビ     | フジテレビ系列                               | 金曜 17:00 - 17:30                                                                 |                                                                               |
| 福島県       | 福島テレビ     | フジテレビ系列                               | 土曜 17:00 - 17:30（1983年11月 - 1984年6月） 土曜 16:30 - 17:00（1984年7月 - 8月） |                                                                               |
| 新潟県       | 新潟総合テレビ | フジテレビ系列                               | 日曜 8:30 - 9:00                                                                   |                                                                               |
| 富山県       | 富山テレビ     | フジテレビ系列                               | 金曜 17:20 - 17:50                                                                 | 1983年11月1日から1984年8月3日までネット（初回のみ金曜 17:30 - 18:00にて放送） |
| 福井県       | 福井テレビ     | フジテレビ系列                               | 火曜 17:25 - 17:55                                                                 |                                                                               |
| 長野県       | 長野放送       | フジテレビ系列                               | 日曜 10:30 - 11:00                                                                 |                                                                               |
| 静岡県       | テレビ静岡     | フジテレビ系列                               | 水曜 16:00 - 16:30                                                                 |                                                                               |
| 中京広域圏   | 東海テレビ     | フジテレビ系列                               | 金曜 16:00 - 16:30                                                                 |                                                                               |
| 岡山県       | 岡山放送       | フジテレビ系列                               | 木曜 17:30 - 18:00                                                                 |                                                                               |
| 広島県       | テレビ新広島   | フジテレビ系列                               | 金曜 16:30 - 17:00                                                                 |                                                                               |
| 福岡県       | テレビ西日本   | フジテレビ系列                               | 日曜 10:00 - 10:30                                                                 |                                                                               |
| 青森県       | 青森放送       | 日本テレビ系列 テレビ朝日系列                | 木曜 16:15 - 16:45                                                                 |                                                                               |
| 京都府       | KBS京都        | 独立局                                       | 金曜 18:30 - 19:00                                                                 |                                                                               |
| 兵庫県       | サンテレビ     | 独立局                                       | 金曜 18:30 - 19:00                                                                 |                                                                               |
| 和歌山県     | テレビ和歌山   | 独立局                                       | 火曜 19:30 - 20:00                                                                 | 34話で放送打ち切り                                                            |
| 熊本県       | テレビ熊本     | フジテレビ系列 テレビ朝日系列                | 水曜 17:30 - 18:00                                                                 |                                                                               |
| 宮崎県       | テレビ宮崎     | フジテレビ系列 日本テレビ系列 テレビ朝日系列 | 火曜 17:30 - 18:00                                                                 |                                                                               |
| 鹿児島県     | 鹿児島テレビ   | フジテレビ系列 日本テレビ系列                | 月曜 17:25 - 17:55                                                                 |                                                                               |